# 2880 Nihondaira
2880 Nihondaira este un asteroid din centura principală, descoperit pe 8 februarie 1983 de Tsutomu Seki.